# Eyes Without a Face (Billy Idol)
Eyes Without a Face is een nummer van de Britse zanger Billy Idol uit mei 1984. Het is de tweede single van zijn tweede studioalbum Rebel Yell. De titel van het nummer verwijst naar de film Les Yeux sans visage.
De intense opnames voor de bijbehorende videoclip met rook, mist, flits-lampen en andere effecten zorgen ervoor dat Idol instort op de set. Hij wordt afgevoerd met schade aan zijn ogen en een ernstig geval van oververmoeidheid. "Eyes Without a Face" werd een hit in de Verenigde  Staten, Canada, West-Europa en Oceanië. In Idols' thuisland het Verenigd Koninkrijk behaalde de plaat de 18e positie in de UK Singles Chart.
In Nederland werd de plaat op maandag 25 juni 1984 door dj Frits Spits en producer Tom Blomberg in het radioprogramma De Avondspits verkozen tot de 303e NOS Steunplaat van de week op Hilversum 3 en werd een radiohit. De plaat bereikte de 24e positie in de Nederlandse Top 40, de 13e positie in de Nationale Hitparade en de 23e positie in de TROS Top 50. In de Europese hitlijst op Hilversum 3, de TROS Europarade, werd géén notering behaald.
In België bereikte de plaat de 15e positie in de Vlaamse Ultratop 50 en de 14e positie in de Vlaamse Radio 2 Top 30.

## NPO Radio 2 Top 2000
| Nummer met noteringen in de NPO Radio 2 Top 2000 | '05  | '06  | '07  | '08  | '09  | '10  | '11  | '12  | '13  | '14  | '15  | '16  | '17  | '18-'22 | '23  | '24  |
| ------------------------------------------------ | ---- | ---- | ---- | ---- | ---- | ---- | ---- | ---- | ---- | ---- | ---- | ---- | ---- | ------- | ---- | ---- |
| Eyes Without a Face                              | 1749 | 1499 | 1230 | 1793 | 1734 | 1575 | 1575 | 1824 | 1814 | 1511 | 1583 | 1764 | 1652 | -       | 1947 | 1630 |

1. ↑  Een '-' betekent dat het nummer niet was genoteerd en een vetgedrukt getal geeft de hoogste notering aan.
2. ↑  2005 was het eerste jaar met een notering voor dit nummer.